# 대구 구 교남 YMCA 회관
대구 구 교남 YMCA 회관은 대구광역시 중구에 있는 일제강점기의 건축물이다. 2013년 10월 29일 대한민국의 국가등록문화재 제570호로 지정되었다.

## 개요
대구 구 교남 YMCA 회관은 일제 강점기 3.1독립만세운동 당시 주요 지도자들의 회합의 공간이었으며, 물산장려운동, 기독교농촌운동, 신간회운동 등 기독교민족운동의 거점공간으로서 사용된 역사적 장소이다.
1914년에 건립된 2층의 붉은 벽돌 건물로 1층과 2층 사이를 돌림띠(cornice)로 장식하고 창호 상부는 아치로 인방을 확보하여 사각형의 창문을 설치하는 등 1910년대~20년대 조적조 건축의 특징을 잘 간직하고 있다.

## 참고 자료
- 대구 구 교남 YMCA 회관 - 국가유산청 국가유산포털